# Обелиск в Рыбацком
Обелиск в Рыбацком — памятник архитектуры. Расположен в Санкт-Петербурге, на Рыбацком проспекте напротив дома 19 к.1.
При Петре I жителями села Рыбацкое стали рыбаки с Оки. Во время русско-шведской войны 1788—1790 годов многие (каждый пятый мужчина, всего 40 человек; ушло на войну 38, вернулось 33) сельчане стали добровольцами гребной флотилии, в память о чём по пожеланию самой императрицы Екатерины II в 1791 году был установлен гранитный обелиск (использованы также мрамор и чугун).
Обелиск стоит на высоком четырёхгранном постаменте, у него ступенчатое основание, высота — 8,75 м Авторство этого обелиска и подобного, расположенного в Усть-Ижоре, приписывается А. Ринальди на основании схожести обелиска с верстовыми столбами; также предполагается, что автором был Ж.-Б. Валлен-Деламот.
На обелиске располагалась доска с текстом. Изначально она была чугунной с золочёными буквами. Текст на ней был истёрт уже к 1812 году. В 1889 году была проведена реставрация, текст стал литым на бронзовой доске и гласил «Сооружен повелением благочестивейшей самодержавнейшей императрицы Екатерины Вторыя в память усердия Рыбачьей слободы крестьян, добровольно нарядивших с четырёх пятого человека на службу Ея величества и отечества во время шведской войны 1789 г. Июня 15-го дня». В 1917 году доска была сорвана рабочими с завода «Большевик» и то ли была утоплена в Неве, то ли лежала в Изотовом доме. В 1954 году чугунную доску восстановили, но вскоре тоже сорвали. В 1989 году доска была восстановлена, сделана мраморной с текстом «Сооружён в память усердия села Рыбацкого крестьян, добровольно нарядивших с четырёх пятого человека на службу Родине во время шведской войны. 1789. 15-го июня».